# António Santos
António Dias dos Santos, né le 3 septembre 1964, est un athlète angolais spécialiste du triple saut.

## Biographie
En 1988, António Santos devient champion d'Afrique du triple saut, devant l'Algérien Lotfi Khaïda et le Libyien Fethi Khelid Aboud.

### Palmarès
| Date | Compétition            | Lieu   | Résultat | Performance |
| ---- | ---------------------- | ------ | -------- | ----------- |
| 1988 | Championnats d'Afrique | Annaba | 1er      | 16,43 m     |

### Records
| Épreuve         | Performance | Lieu            | Date             |
| --------------- | ----------- | --------------- | ---------------- |
| Triple saut     | 16,43 m     | Annaba          | 2 septembre 1988 |
| Saut en hauteur | 1,98 m      | Banská Bystrica | 21 août 1982     |